# Mendoza tartomány
Mendoza egyike Argentína 23 tartományának. Területe 148 827 négyzetkilométer.

## Földrajz
Az ország nyugati részén helyezkedik el. Nyugati részét az Andok láncai foglalják el, keleten síkvidékek találhatók, míg délen vulkánokkal tarkított hegyvidékek és fennsíkok. Az alacsonyabban fekvő területek éghajlata félszáraz kontinentális, száraz, 24 °C átlaghőmérsékletű nyarakkal és nedvesebb, 6 fokos átlaghőmérsékletű telekkel.

## Története
A spanyolok megérkezése előtt a területen több indián népcsoport is élt. Az első spanyolok Francisco de Villagra konkvisztádor vezetésével érkeztek meg a területre Peru irányából, azzal a céllal, hogy Chile területén egyesüljenek Pedro de Valdivia embereivel. A kedvezőtlen időjárási körülmények miatt azonban nem tudtak átkelni az Andok hegyláncain, így Villagra arra kényszerült, hogy Huentotánál egy tábort létesítsen. Az első valódi települést, a későbbi tartományi fővárost, Mendozát (Mendoza del Nuevo Valle de La Rioja néven) 1561. március 2-án alapította Pedro Castillo kapitány.
A 19. század elején, a spanyolok elleni függetlenségi háború idején Mendoza fontos szerepet játszott: José de San Martín számára stratégiai fontosságú helyszínként szolgált, ahol csapatokat gyűjtött össze az Andokon történő átkeléshez, akik ezek után Limába indultak. San Martín mindemellett beindította a helyi ipart és kereskedelmet, ösztönözte a hazafias oktatást, megalapította az első könyvtárat, fejlesztette a mezőgazdaságot és általánossá tette a himlő elleni védőoltást.

## Gazdaság
A tartományban jelentős a mezőgazdaság és az arra épülő feldolgozóipar. Kiemelkedik a konzervgyártás, valamint a szőlészet és borászat. Utóbbi a turizmus egyik meghatározó eleme is, külföldről is számos vendég érkezik, hogy meglátogassa az itteni pincéket és megkóstolja a híres mendozai borokat. Szintén turisztikai vonzerőt jelentenek a történelmi emlékek és a hegyvidéki tájak, ahol a hegymászók, a síelők és a vadvízi evezők is megtalálhatják a nekik megfelelő célpontokat.

## Közigazgatás
Kormányzók:
- 2015- Alfredo Cornejo

### Megyék
A tartomány 18 megyéből áll:
1. Capital megye (Mendoza)
2. General Alvear megye (General Alvear)
3. Godoy Cruz megye (Godoy Cruz)
4. Guaymallén megye (Villa Nueva)
5. Junín megye (Junín)
6. La Paz megye (La Paz)
7. Las Heras megye (Las Heras)
8. Lavalle megye (Villa Tulumaya)
9. Luján de Cuyo megye (Luján de Cuyo)
10. Maipú megye (Maipú)
11. Malargüe megye (Malargüe)
12. Rivadavia megye (Rivadavia)
13. San Carlos megye (San Carlos)
14. San Martín megye (San Martín)
15. San Rafael megye (San Rafael)
16. Santa Rosa megye (Santa Rosa)
17. Tunuyán megye (Tunuyán)
18. Tupungato megye (Tupungato)

## Kultúra
Jellegzetes helyi étel a tomaticán.